# Grafen von Wertheim

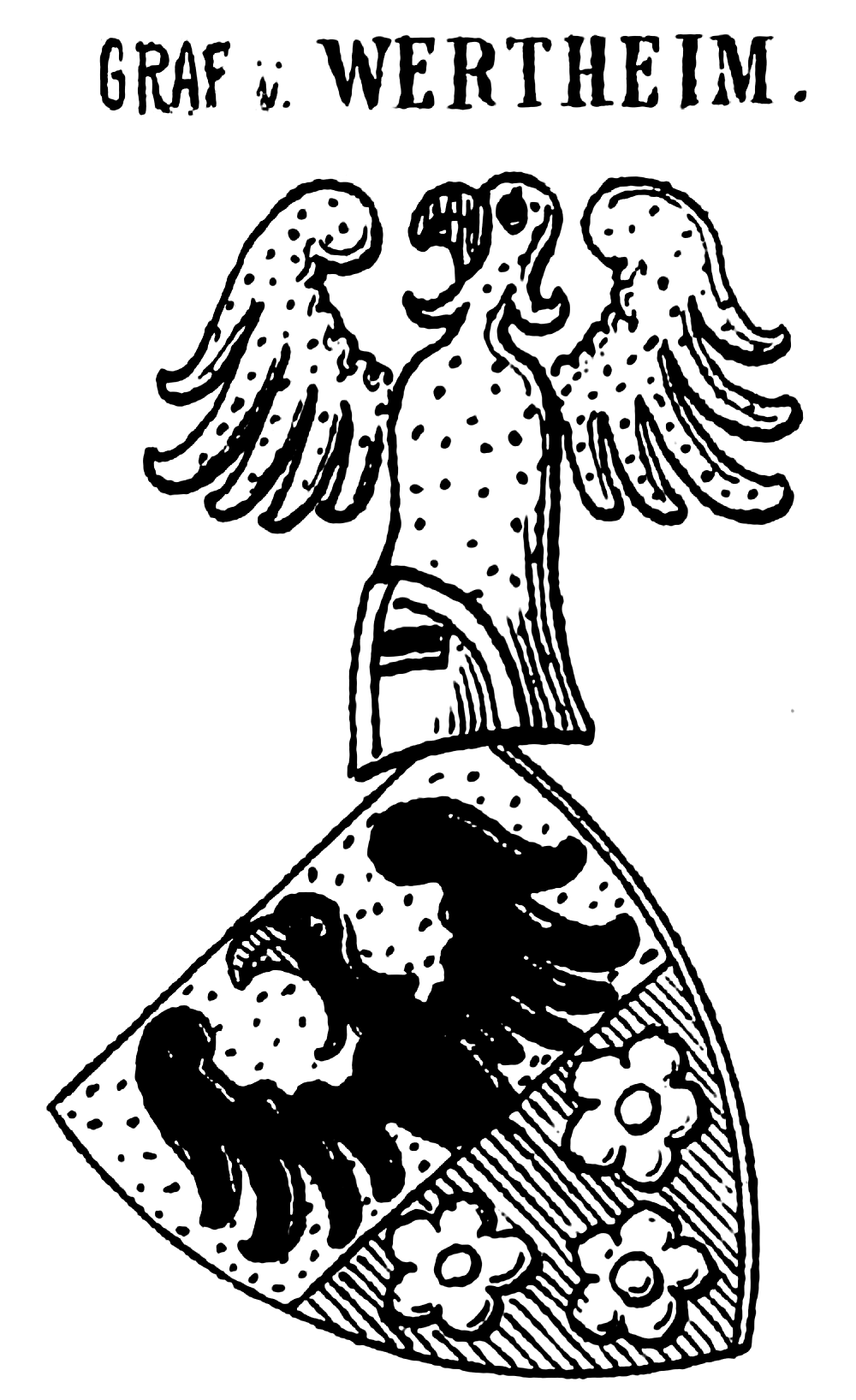
Stammwappen

Die Grafen von Wertheim waren ein mittelrheinisch-fränkisches Adelsgeschlecht.

## Ursprung

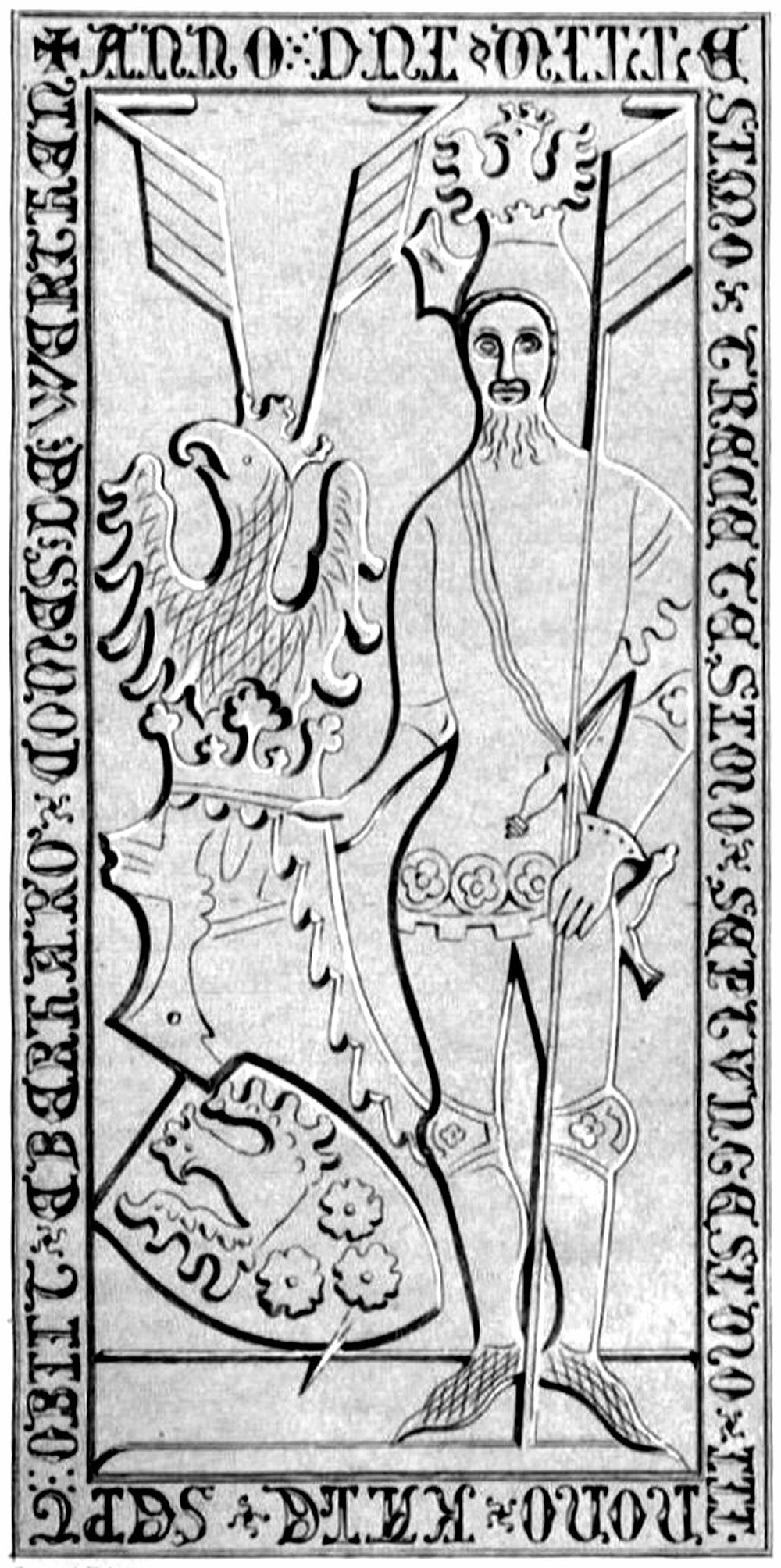
Grabtafel Graf Eberhards von Wertheim († 1373) in der Kirche von Kloster Bronnbach

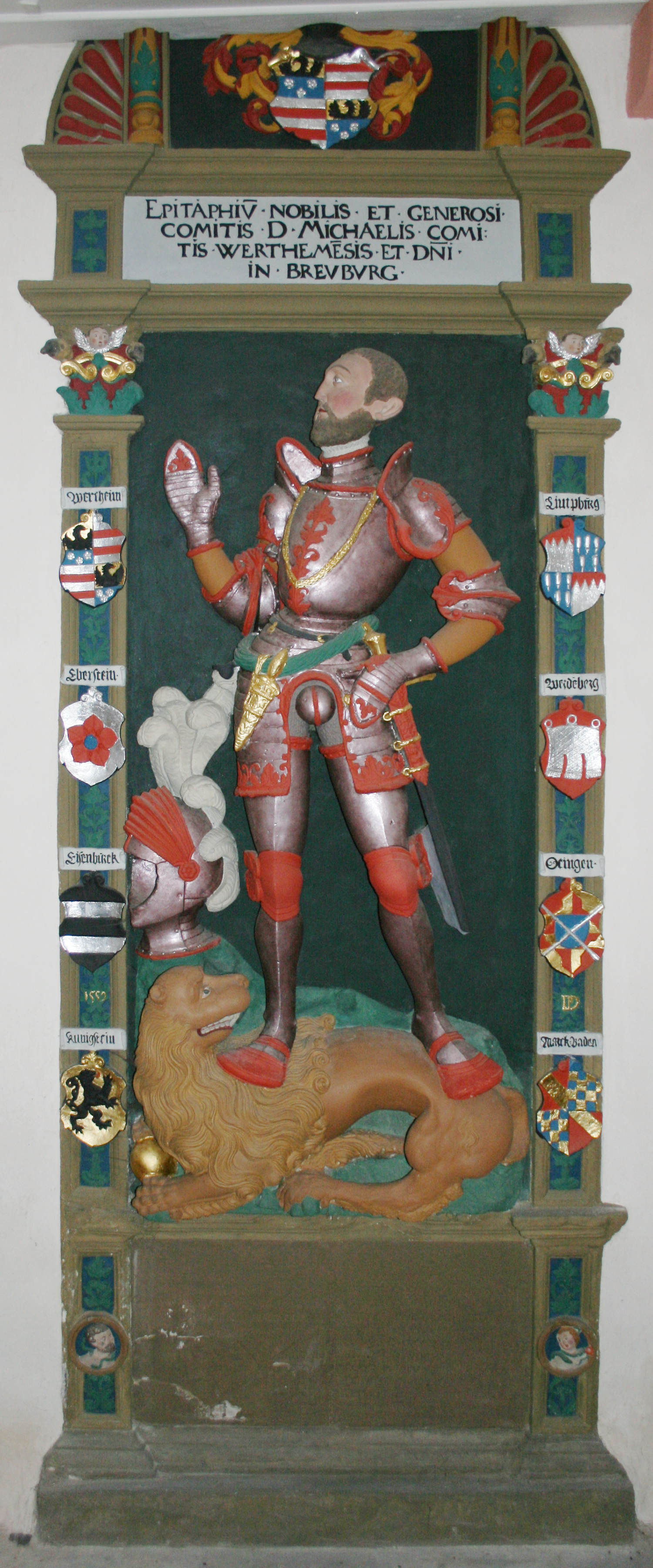
Epitaph Michaels III. von Wertheim in der Evangelischen Kirche Sandbach

Bei der ab 1132 als Grafen von Wertheim auftretenden Adelsfamilie handelt es sich laut Geschichtsforscher Wolfgang Hartmann um einen Zweig der Reginbodonen. Im Schutze der von den Grafen links des Mains, am rechten Ufer der Taubermündung, erbauten Burg Wertheim entstand die Stadt Wertheim. Sie entwickelte sich zum Mittelpunkt der bis 1806 bestehenden Grafschaft Wertheim. Frühe Wohnsitze besaß die Familie der Grafen von Wertheim auch in Schweinberg bei Hardheim und in Mosbach im Bachgau (Gemeinde Schaafheim), wo sie um 1200 ein Johanniterkloster gründeten. Ab 1224 waren die Grafen von Wertheim Teilvögte im Leinachtal, etwa über die Besitzungen des Klosters Holzkirchen in Unterleinach. Die ursprünglich würzburgischen Dörfer Oberleinach und Unterleinach, die 1403 durch den Würzburger Fürstbischof Johann I. von Egloffstein an die Grafen von Wertheim verpfändet wurden, waren bis ins 15. Jahrhundert wertheimisch (Am 6. Mai 1484 endeten, nach einem Vergleich mit dem Würzburger Fürstbischof, endgültig alle Rechte und Einkünfte im Leinachtal). Im Jahr 1323 erbten die Grafen von Wertheim einen Teil der Herrschaft Breuberg mit der gleichnamigen Burg. In der Kaiserzeit Karls IV. unterstellte der Graf von Wertheim die gesamte Grafschaft dem Kaiser. Der Kaiser gab dem Grafen die Grafschaft als Lehen des böhmischen Reiches wieder zurück. Diese Hörigkeit nach Böhmen machte die Wertheimer Grafen zu Vertrauten der Monarchie. Bis 1497 konnten sie dann sämtliche anderen Teile an sich bringen und bauten die Burg zur Residenz der jüngeren Linie aus. Einige Wertheimer Grafen sind in der Kirche von Sandbach begraben.

## Reformationszeit
Graf Georg II. stand schon früh in Verbindung mit Martin Luther und bat ihn schriftlich um Vermittlung eines evangelischen Predigers. Luther empfahl den Theologen Jacob Strauß, der 1522 kam, aber schon nach kurzer Zeit wegen seines stürmischen Wesens entlassen wurde. Ähnlich erging es dem ehemaligen Kartäusermönch Franz Kolb, der – ebenfalls von Luther empfohlen – 1523 nach Wertheim kam und 1525 weiterziehen musste. Erst mit dem ehemaligen Franziskanerbruder Johann Eberlin von Günzburg gelang es dem Grafen, die Grafschaft Wertheim im Sinne Luthers zu reformieren. Nach dem Tod Georgs II. im Jahre 1530 berief dessen Vater, Michael II., den ehemaligen Augustiner-Eremiten Andreas Hoffrichter zum Nachfolger Eberlins. Als 1530 auch Graf Michael II. verstarb, übernahm ab 1531 Barbara von Wertheim, die Witwe Georgs II., gemeinsam mit ihrem Bruder Schenk Wilhelm von Limpurg und Graf Wilhelm von Eberstein die Vormundschaft für ihren damals noch unmündigen Sohn Graf Michael III. und somit die Herrschaft des Hauses Wertheim. Barbara führte die Reform der Kirche fort. Michael immatrikulierte im Alter von 14 Jahren in Wittenberg, wo Luther und Melanchthon lehrten.

## Erlöschen des Geschlechtes
1550 heiratete Graf Michael III. Katharina, die Tochter des Grafen Ludwig von Stolberg und der Walpurga von Wied. Im Jahr 1551 endete die Vormundschaft Michaels und er übernahm selbst die Regierung der Herrschaft. Nach längerer Krankheit verstarb er bereits im jungen Alter von lediglich 26 Jahren ohne männlichen Erben. Damit erloschen die Grafen von Wertheim 1556 im Mannesstamm. Zwischen 1556 und 1574 regierte der Graf Ludwig von Stolberg-Löwenstein, Vater der Witwe Michaels, die Grafschaft. Seine Tochter heiratete den Grafen Ludwig von Löwenstein, den Stammherrn des neuen Hauses Wertheim-Löwenstein.
Die Grafschaft Wertheim kam auf dem Erbweg an die Grafen und späteren Fürsten von Löwenstein, die sich seither nach Wertheim Löwenstein-Wertheim nannten. Ansprüche auf Wertheim erbten auch die Grafen zu Stolberg.

## Wappen
Das Stammwappen zeigt in von Gold über Rot geteiltem Schild oben einen schwarzen wachsenden Adler, unten drei (2:1) silberne Rosen. Auf dem Helm ein wachsender goldener Adler.

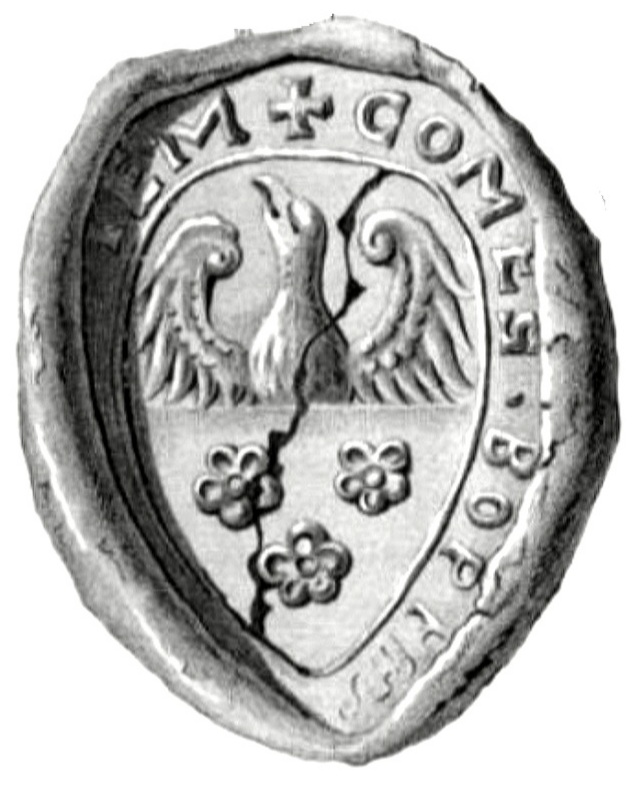
Stammwappen der Grafen von Wertheim (Siegel des Grafen Poppo II., urkundlich 1212–1238)
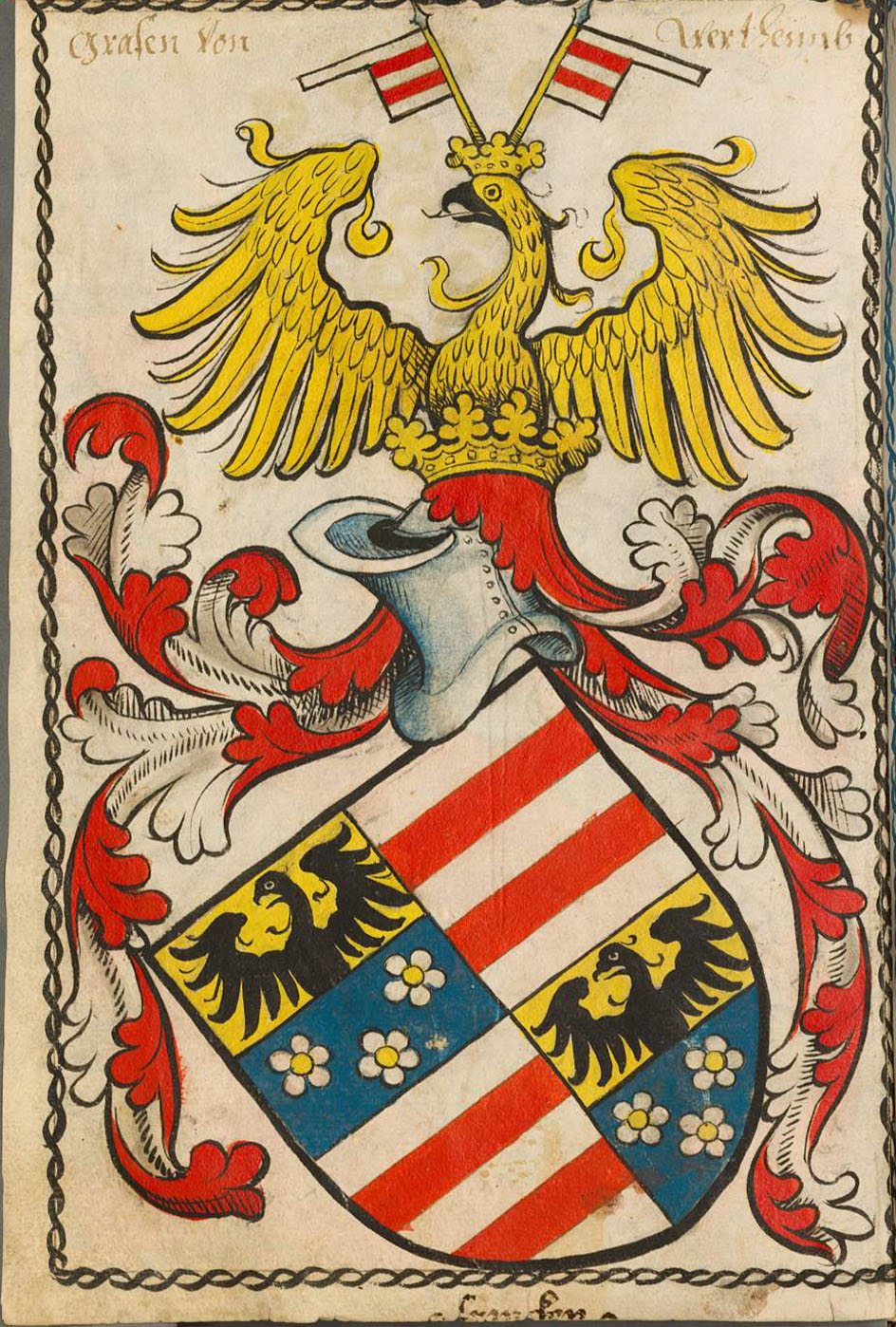
Wappen der Grafen von Wertheim, vermehrt mit dem der Herrschaft Breuberg, im Scheiblerschen Wappenbuch

In der Folge, besonders im 15. Jahrhundert, wurden die Farben nicht immer eingehalten: Indem die jüngere Linie zur Unterscheidung von der älteren Linie andere Farben annahm. Darin liegt begründet, dass später die silbernen Rosen im blauen Feld erscheinen, welche Farbgebung dann beibehalten wurde. Mit dem Beginn des 15. Jahrhunderts, als sich das Geschlecht in eine ältere und eine jüngere oder Breuberger Linie teilte, wurde der Wappenschild der letzteren zur Unterscheidung in vier Felder aufgeteilt und im zweiten und dritten Feld das breubergische Wappen dargestellt. Nach dem Aussterben der älteren Linie wurde auch das frühere, einfache Wappen wieder gezeigt, da die Vierteilung als Unterscheidungsmerkmal nicht mehr notwendig war.

## Persönlichkeiten
- Rudolf Graf von Wertheim (1330), Domherr zu Würzburg
- (Graf) Johann I. von Wertheim (belegt 1373–1407), verfügte die Aufteilung der Grafschaft unter seine Söhne. Er war verheiratet mit der Gräfin Margaret(h)e von Rieneck (1373–1407), mit der er einen Sohn (Johann II. von Wertheim, verheiratet mit Mechthild von Schwarzburg, Inhaber von Unterleinach, der seinen Leibeigenen dort verboten hatte, nach Oberleinach zu ziehen) hatte, und mit der Herzogin Uta von Teck (um 1364 – nach 10. Januar 1409), mit der er ebenfalls einen Sohn (Michael II. bzw. Michael von Wertheim auf Breuberg) hatte, der mit Uta auf dem Breuberg (Odenwald) residierte. Im Jahr 1376 verkaufte Johann I. von Wertheim seine Eigenleute in zahlreichen Orten für 3500 Pfund Heller an den Würzburger Bischof. Um 1400 ließ Johann, der um die Festigung und Erweiterung seiner sich von Burg Freudenberg bis Burg Laudenbach erstreckenden Grafschaft bemüht war, eine Zwingburg in Remlingen (Unterfranken) bauen.[9]
- Albrecht von Wertheim († 1421), Bamberger Fürstbischof (1398–1421) und Bruder des obgenannten Johann I. von Wertheim.[10]
- Johann III. von Wertheim, älterer Bruder von Albrecht von Wertheim, Sohn des 1444 in Wertheim gestorbenen[11] Johann II. von Wertheim und dessen Frau Mechthild. Johann (1433 für fünf Wochen, bis er starb) und als dessen Nachfolger Albrecht waren Stiftspfleger des Bischofs im Hochstift Würzburg.[12]
- Wilhelm von Wertheim († 1490), Domherr in Trier und Mainz, Subdekan des Kölner Domkapitels, Generalvikar des Erzbischofs von Köln (1483–1488).